# کلاس کشتی

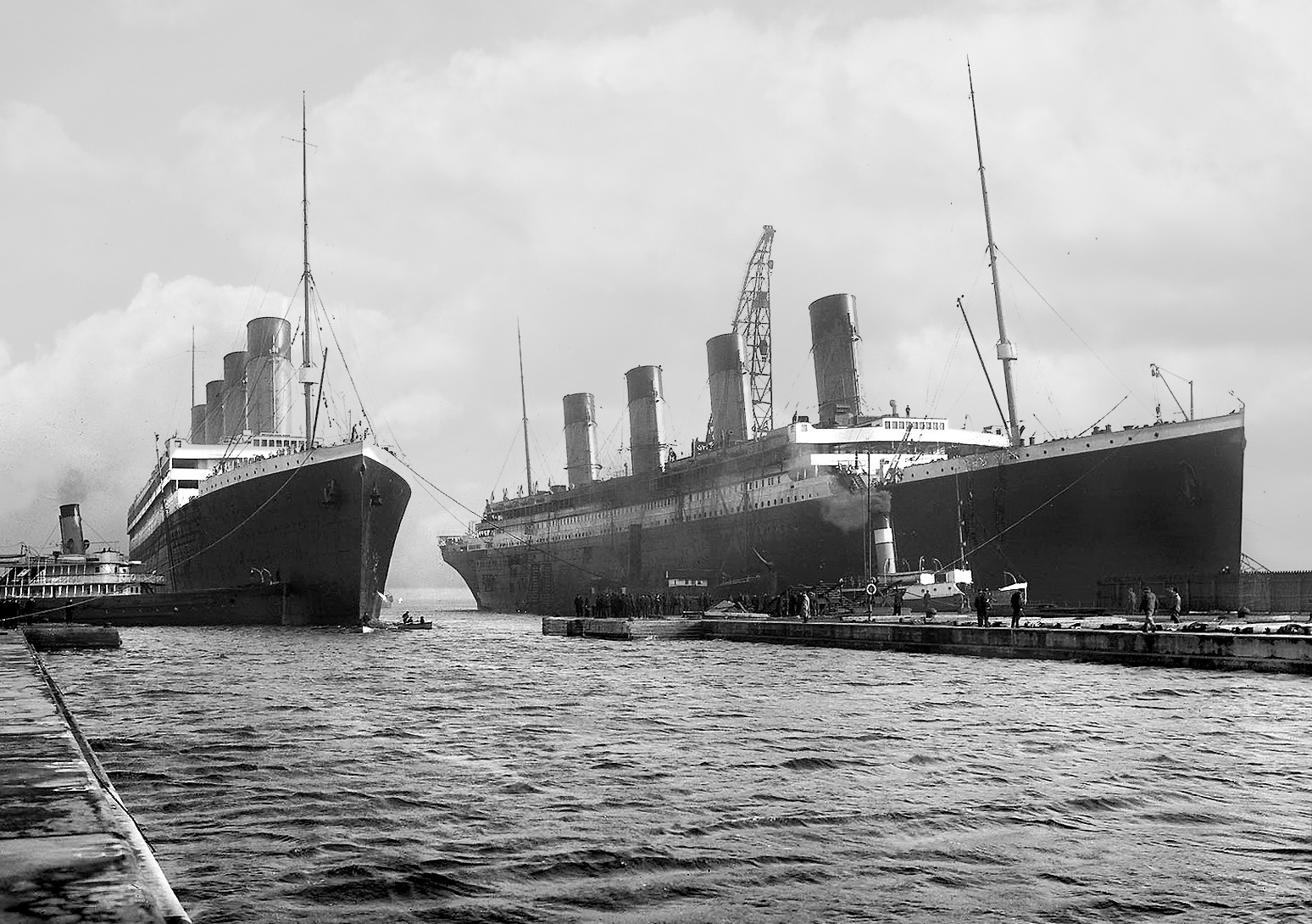
دو کشتی اقیانوس‌پیمای رده المپیک با نام‌های آرام‌اس المپیک (در چپ) و آرام‌اس تایتانیک (مارس ۱۹۱۲ میلادی).

رده کشتی (انگلیسی: Ship class) به گروهی از کشتی‌ها گفته می‌شود که طراحی یکسانی دارند. این کشتی‌ها از دیگر کشتی‌ها متمایز هستند و در مواردی مانند تناژ یا نوع استفاده یکسانی دارند. برای مثال یواس‌اس کارل وینسون یک ناو هواپیمابر از ناو هواپیمابر رده نیمیتز است.
در طول ساخت یک رده از کشتی‌ها ممکن است تغییراتی در آن‌ها اعمال بشود که در این صورت شاید دیگر این کشتی‌ها را در رده‌ای یکسان قرار ندهند.
کشتی‌هایی که در یک رده ساخته می‌شوند به صورتی نام‌گذاری می‌شوند که با یکدیگر مرتبط باشند. برای مثال کشتی‌های ساخته شده در رده تیکاندروگا براساس نبردهای تاریخ آمریکا نام‌گذاری شده‌اند(یواس‌اس یورک‌تان (سی‌جی-۴۸)، یواس‌اس گتیسبورگ (سی‌جی-۶۴)، یواس‌اس انزیو (سی‌جی-۶۸)). ناوهای یک رده را ناو خواهر یکدیگر می‌خوانند.